# پادگان
پادگان به جایی گفته می‌شود که گروهی از سربازان و تجهیزات برای نگهداری آن مکان در آن مستقر شده‌اند. پادگان معمولاً محل اسقرار یک سازمان نظامی از ارتش است.
پادگان‌ها می‌توانند دارای تأسیسات و تسهیلات گوناگونی از جمله آسایشگاه، و سوپرمارکت سالن غذاخوری، ورزشگاه، باشگاه افسران، نمازخانه، کلیسا، بازداشتگاه، دفتر دژبانی، منازل سازمانی، اتاقک نگهبانی، برج نگهبانی، پاسراه و غیره باشند. ورود و خروج به پادگان‌ها معمولاً برای عموم آزاد نیست و کنترل آن به عهده گروهی به نام دژبان است. پادگان محلی تقریباً ثابت است و شمار سربازان مستقر در آن از قرارگاه‌های نظامی کمتر است. قرارگاه نظامی معمولاً محل استقرار لشکرها در جنگ و عملیات دیگر است. پادگان‌ها می‌توانند گاه به عنوان محل تمرینات نظامی و مرکز فرماندهی نیز عمل کنند.
کدهای مراکز آموزش نظام وظیفه

## پیشینه در ایران
در زمان امپراتوری ساسانیان پادگان را در زبان فارسی آن زمان، زینستان می‌نامیدند. زین در فارسی میانه به معنای جنگ‌افزار است. در دوره قاجار بیشتر واژه ترکی ساخلو برای این منظور بکار می‌رفت. پاد در فارسی به معنی محافظت و نگهبانی است و واژه پادگان از مصوبات فرهنگستان زبان ایران در سال ۱۳۱۸ خورشیدی است.

## باشگاه افسران

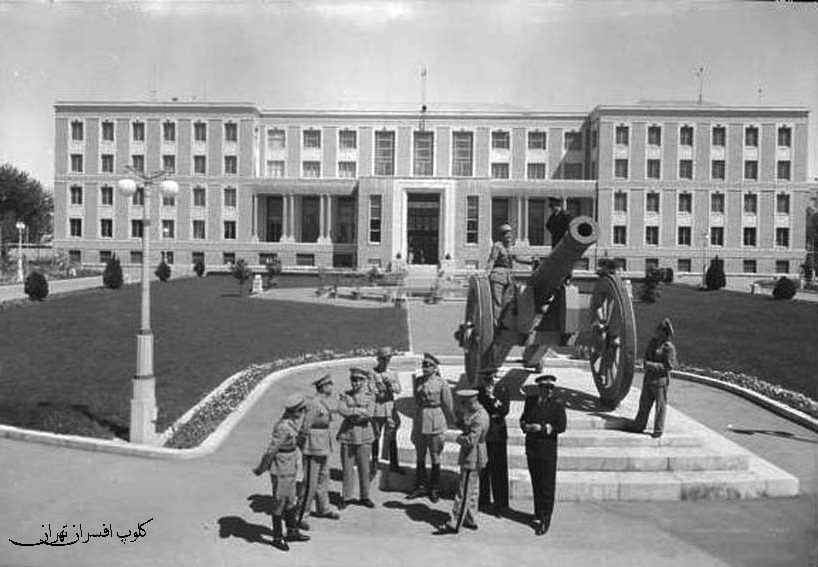
باشگاه افسران وزارت جنگ در تهران

باشگاه افسران یکی از اماکن ارتشی است. باشگاه افسران که معمولاً در پادگان‌ها قرار دارد محل گردآمدن و گذراندن اوقات فراغت افسران ارتش است.